# Wojciech Kikowski
Wojciech Włodzimierz Kikowski (ur. 29 stycznia 1948) – trener paralimpijskiej kadry lekkoatletycznej Ateny 2004, członek zarządu Polskiego Komitetu Paraolimpijskiego (2004), przygotował specjalny program treningowy dla niepełnosprawnego Jasia Meli, który wraz z Markiem Kamińskim zdobył bieguny, fizyk, wcześniej trener lekkoatletów w zduńskowolskim klubie sportowym „POGOŃ”. Mieszka w Zduńskiej Woli.
Trener roku 2007. Wychowawca zawodników, którzy wywalczyli 30 miejsc dla Polski na Igrzyska Paraolimpijskie Pekin 2008.
Członek reprezentacji Polski na Igrzyska Paraolimpijskie Pekin 2008 jako trener lekkoatletów.
W 2013 został odznaczony Krzyżem Oficerskim Orderu Odrodzenia Polski „za wybitne osiągnięcia w pracy szkoleniowej i trenerskiej, za zasługi dla rozwoju i upowszechniania sportu osób niepełnosprawnych”.